# Кульгавий біс
«Кульгавий біс» (исп. El diablo Cojuelo) — крутійський роман Луіса Велеса де Гевара, опублікований у 1641 році.

## Історія
“Кульгавий біс” вийшов у Мадриді в 1641 році, за три роки до смерті автора, і був написаний близько 1637 року. 
Створена наприкінці років автора, повість – певною мірою результат досвіду всього життя і містить автобіографічні елементи.
Створений під кінець розквіту жанру крутійської повісті провісником якої був ще в середину XVI століття анонімний «Ласарільо з Тормеса».

## Сюжет
Сюжет розгортається навколо пригод студента та хитромудрого демона. 
Вічний студент Клеофас Леандро Перес Самбульйо, тікаючи дахами мадридських будівель від охоронців порядку, випадково опинився у кімнаті астролога. Переглядаючи речі, він почув зітхання з колби, де був ув’язнений демон. На прохання Кульгавого біса ліценціат розбив колбу, після чого почалася їхня подорож Іспанією, відома як десять скачків.

## Аналіз
Сюжет “Кульгавого біса” Луїса Велеса де Гевара побудований на вірі в чудесне та на проникненні потойбічних сил у буденне життя. 
“Другий скачок” побудований як низка побутових сцен, кожна з яких є типовим епізодом крутійського роману. Від «Ласарільо з Тормеса» до «Паблоса» перед читачем постають традиційні образи: шукач посади, скнара, гульвіса, картяр, шинкар, багатий іноземець, алхімік, спокусник тощо. Таким чином, коротка повість прагне до універсальності, охоплюючи різноманітні аспекти життя у всіх його проявах.
У повісті значну роль відіграє ненависть до представників порядку в бюрократичній поліцейській державі. «У певному сенсі дияволи чистіші за мене», — стверджує Кульгавий біс, підкреслюючи сатиричний характер твору та критику суспільних інституцій.
Образ чорта у повісті, ймовірно, натхненний образом Асмодея, хоча Велес жодного разу прямо не називає його цим ім’ям. Демон постає як «найбезглуздіший з усіх пекельних духів» — невгамовний, хитромудрий і енергійний, справжня «пекельна блоха».
В образі дона Клеофаса простежуються риси бідного ідальго. Характерною особливістю є те, що Велес акцентує увагу на студентському періоді життя героя, відходячи від традиції, за якою персонажі крутійського роману повинні були бути слугами багатьох панів, бродягами та шахраями. Натомість Велес надає студенту незвичайного наставника — самого диявола. 